# Бонвијаре
Бонвијаре (фр. Bonvillaret) насеље је и општина у источној Француској у региону Рона-Алпи, у департману Савоја која припада префектури Сен Жан де Морјен.
По подацима из 2011. године у општини је живело 121 становника, а густина насељености је износила 13,63 становника/km². Општина се простире на површини од 8,88 km². Налази се на средњој надморској висини од 715 метара (максималној 2.363 m, а минималној 304 m).

## Демографија
| 1962. | 1968. | 1975. | 1982. | 1990. | 1999. | 2011. |
| ----- | ----- | ----- | ----- | ----- | ----- | ----- |
| 107   | 141   | 103   | 70    | 68    | 69    | 121   |

График промене броја становника у току последњих година